# Liste der Wappen in Bremen
Diese Liste zeigt die Wappen in der Freien Hansestadt Bremen. Es handelt sich dabei lediglich um Bremen und Bremerhaven als wappenführende Körperschaften. Hier aufgeführt sind außerdem historische Wappen Bremens und der Bremerhaven eingemeindeten Teile, die einst ein Wappen geführt haben.

## Landeswappen

Karte Bremen, Deutschland
Bremer Schlüssel
Mittleres Landeswappen Freie Hansestadt Bremen
Großes Landeswappen Freie Hansestadt Bremen

## Bremerhaven

Bremerhaven wahrsch. seit 1947

- Bremerhaven
wahrsch. seit 1947

## Historische Wappen
1927 wurden Geestemünde und Lehe zu Wesermünde zusammengelegt, 1939 kam die Stadt Bremerhaven hinzu, die 1947 in Bremerhaven umbenannt wurde:

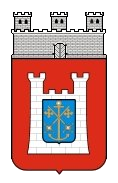
Geestemünde
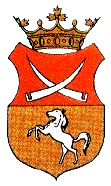
Lehe
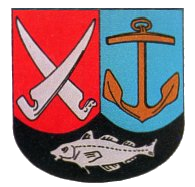
Wesermünde
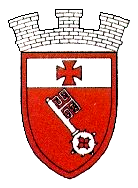
Bremerhaven

Wappen vor der Zusammenführung (hier Versionen von Otto Hupp):

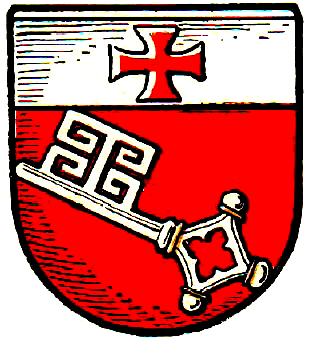
Bremerhaven seit 3. August 1880 bis 1947
Ehemalige Stadt Vegesack, 1880 bis 1939

### Flaggenwappen

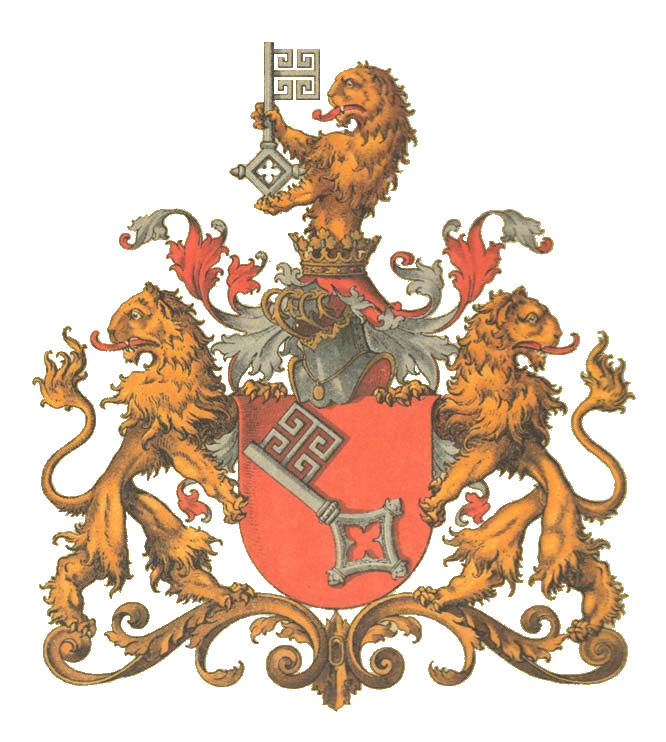
Großes Wappen der Freien Hansestadt Bremen im Deutschen Reich. In dieser Form ist es heute das Flaggenwappen Bremens